# Olympische Sommerspiele 1972/Teilnehmer (Dänemark)
| Gelbes Symbol für Goldmedaillen mit stilisierten Olympischen Ringen | Graues Symbol für Silbermedaillen mit stilisierten Olympischen Ringen | Braundes Symbol für Bronzemedaillen mit stilisierten Olympischen Ringen |
| ------------------------------------------------------------------- | --------------------------------------------------------------------- | ----------------------------------------------------------------------- |
| 1                                                                   | —                                                                     | —                                                                       |

Dänemark nahm an den Olympischen Sommerspielen 1972 in München mit einer Delegation von 126 Athleten (114 Männer und zwölf Frauen) an 74 Wettkämpfen in 17 Sportarten teil. Fahnenträger bei der Eröffnungsfeier war der Radsportler Peder Pedersen.

## Teilnehmer nach Sportarten

### Bogenschießen
| Männer - Arne Jacobsen Einzel: 8. Platz - Herluf Andersen Einzel: 13. Platz | Frauen - Erna Rahbek Pedersen Einzel: 26. Platz - Lilli Lentz Einzel: 29. Platz |

### Boxen
Männer
- Erik Madsen
Leichtgewicht: 2. Runde

- Ib Bøtcher
Weltergewicht: 2. Runde

- Poul Knudsen
Mittelgewicht: Viertelfinale

### Fechten
| Männer - Reinhard Münster Degen, Einzel: Achtelfinale Degen, Mannschaft: Vorrunde - Peter Askjær-Friis Degen, Einzel: Achtelfinale Degen, Mannschaft: Vorrunde - Ivan Kemnitz Degen, Einzel: Vorrunde Degen, Mannschaft: Vorrunde - Torben Bjerre-Poulsen Degen, Mannschaft: Vorrunde - Jørgen Thorup Degen, Mannschaft: Vorrunde | Frauen - Annie Madsen Florett, Einzel: Viertelfinale |

### Fußball
Männer
- Zwischenrunde

- Kader
  - Tor

1 Mogens Therkildsen
18 Heinz Hildebrandt
19 Valdemar Hansen
  - Abwehr

2 Flemming Ahlberg
3 Svend Andresen
4 Per Røntved
5 Jørgen Rasmussen
12 Flemming Pedersen
13 Helge Vonsyld
  - Mittelfeld

6 Hans Ewald Hansen
7 Jack Hansen
14 Sten Ziegler
15 Max Rasmussen
16 Heino Hansen
  - Sturm

8 Kristen Nygaard Kristensen
9 Allan Simonsen
10 Kurt Berthelsen
11 Leif Printzlau
17 Keld Bak

### Gewichtheben
Männer
- Erling Johansen
Mittelgewicht: 14. Platz

- Ib Bergmann
Leichtschwergewicht: 14. Platz

- Bent Harsmann
Schwergewicht: 21. Platz

### Handball
Männer
- 13. Platz

- Kader
Arne Andersen
Keld Andersen
Jørgen Frandsen
Claus From
Flemming Hansen
Jørgen Heidemann
Søren Jensen
Bent Jørgensen
Kay Jørgensen
Flemming Lauritzen
Svend Lund
Tom Lund
Thor Munkager
Vagn Nielsen
Karsten Sørensen
Jørgen Vodsgaard

### Kanu
| Männer - Erik Hansen Kajak-Einer, 1000 Meter: 7. Platz - Jørgen Andersen & Jens Sørensen Kajak-Zweier, 1000 Meter: Halbfinale - Søren Boysen & Lennart Mathiasen Canadier-Zweier, 1000 Meter: Hoffnungslauf | Frauen - Kate Olsen Kajak-Einer, 500 Meter: 7. Platz |

### Leichtathletik
| Männer - Kaj Andersen Diskuswurf: 25. Platz in der Qualifikation - Tom Hansen 1500 Meter: 10. Platz - Jørgen Jensen Marathon: 30. Platz - Ole David Jensen 50 Kilometer Gehen: 29. Platz - Gert Kærlin 5000 Meter: Vorläufe - Gerd Larsen 1500 Meter: Halbfinale - Jørn Lauenborg 5000 Meter: Vorläufe - Wigmar Pedersen 3000 Meter Hindernis: Vorläufe - Steen Smidt-Jensen Zehnkampf: 7. Platz - Jesper Tørring 110 Meter Hürden: Vorläufe Weitsprung: kein gültiger Versuch in der Qualifikation | Frauen - Grith Ejstrup Hochsprung: 12. Platz - Solveig Langkilde Hochsprung: 21. Platz - Annelise Damm Olesen 800 Meter: Halbfinale |

### Moderner Fünfkampf
Männer
- Jørn Steffensen
Einzel: 14. Platz
Mannschaft: 14. Platz

- Klaus Petersen
Einzel: 37. Platz
Mannschaft: 14. Platz

- René Heitmann
Einzel: 52. Platz
Mannschaft: 14. Platz

### Radsport
Männer
- Gunnar Asmussen
4000 Meter Mannschaftsverfolgung: 13. Platz in der Qualifikation

- Svend Erik Bjerg
4000 Meter Mannschaftsverfolgung: 13. Platz in der Qualifikation

- Niels Fredborg
Sprint: 5. Platz
1000 Meter Zeitfahren: Gold

- Jørgen Emil Hansen
100 Kilometer Mannschaftszeitfahren: 11. Platz

- Ove Jensen
Straßenrennen: 28. Platz

- Henning Jørgensen
Straßenrennen: 48. Platz

- Junker Jørgensen
100 Kilometer Mannschaftszeitfahren: 11. Platz

- Jørn Lund
100 Kilometer Mannschaftszeitfahren: 11. Platz

- Jørgen Marcussen
Straßenrennen: 21. Platz
100 Kilometer Mannschaftszeitfahren: 11. Platz

- Reno Olsen
4000 Meter Einerverfolgung: 13. Platz in der Qualifikation
4000 Meter Mannschaftsverfolgung: 13. Platz in der Qualifikation

- Bent Pedersen
4000 Meter Mannschaftsverfolgung: 13. Platz in der Qualifikation

- Peder Pedersen
Sprint: 6. Runde

- Eigil Sørensen
Straßenrennen: DNF

### Reiten
- Aksel Malling Mikkelsen
Dressur, Einzel: 11. Platz
Dressur, Mannschaft: 4. Platz

- Ulla Petersen
Dressur, Einzel: 14. Platz
Dressur, Mannschaft: 4. Platz

- Charlotte Ingemann
Dressur, Einzel: 20. Platz
Dressur, Mannschaft: 4. Platz

### Ringen
Männer
- Jørn Krogsgaard
Bantamgewicht, griechisch-römisch: 2. Runde

- Tage Juhl Weirum
Leichtgewicht, griechisch-römisch: 4. Runde

- John Pedersen
Mittelgewicht, griechisch-römisch: 2. Runde

### Rudern
Männer
- Kim Børgesen
Einer: 11. Platz

- Jørgen Engelbrecht & Niels Secher
Doppelzweier: 4. Platz

- Rolf Andersen, Peter Fich Christiansen, Egon Pedersen & Willy Poulsen
Vierer ohne Steuermann: 6. Platz

- Mogens Holm, Jens Lindhardt, Bjarne Pedersen, Kim Wind & Per Wind
Vierer mit Steuermann: Hoffnungslauf

### Schießen
- Vagn Andersen
Freies Gewehr, Dreistellungskampf: 24. Platz
Kleinkaliber, liegend: 76. Platz

- Lennart Christensen
Schnellfeuerpistole: 44. Platz

- Henning Clausen
Kleinkaliber, Dreistellungskampf: 30. Platz
Kleinkaliber, liegend: 15. Platz

- Egon Hansen
Trap: 33. Platz

- Ole Justesen
Skeet: 46. Platz

- Niels-Ove Mikkelsen
Skeet: 19. Platz

- Per Weichel
Freies Gewehr, Dreistellungskampf: 26. Platz
Kleinkaliber, Dreistellungskampf: 33. Platz

### Schwimmen
| Männer - Lars Børgesen 100 Meter Rücken: Vorläufe 200 Meter Rücken: Vorläufe - Karl Christian Koch 100 Meter Brust: Vorläufe 200 Meter Brust: Vorläufe - Ejvind Pedersen 100 Meter Rücken: Halbfinale 200 Meter Rücken: Vorläufe | Frauen - Kirsten Knudsen 400 Meter Freistil: Vorläufe 800 Meter Freistil: Vorläufe - Winnie Nielsen 100 Meter Brust: Vorläufe 200 Meter Brust: Vorläufe - Kirsten Strange-Campbell 100 Meter Freistil: Vorläufe 200 Meter Lagen: Vorläufe 400 Meter Lagen: Vorläufe |

### Segeln
- Steen Kjølhede
Finn-Dinghy: 19. Platz

- Ulrik Brock & Hans Fogh
Flying Dutchman: 7. Platz

- Klaus Føge Jensen & Mogens Larsen
Tempest: 17. Platz

- Gunner Dahlgaard, Frank Høj Jensen & Poul Høj Jensen
Drachen: 7. Platz

- Valdemar Bandolowski, Paul Elvstrøm & Jan Kjærulff
Soling: 13. Platz

### Turnen
Männer
- Ole Benediktson
Einzelmehrkampf: 102. Platz in der Qualifikation
Boden: 102. Platz in der Qualifikation
Pferd: 107. Platz in der Qualifikation
Barren: 63. Platz in der Qualifikation
Reck: 99. Platz in der Qualifikation
Ringe: 109. Platz in der Qualifikation
Seitpferd: 74. Platz in der Qualifikation